# Groupe C de la Coupe d'Asie des nations de football 2019
Les matchs du groupe C de la Coupe d'Asie des nations 2019 se déroulent du 7 au 16 janvier 2019. Le groupe est constitué des pays suivants :
  Corée du Sud
  Chine
  Kirghizistan
  Philippines
Les deux premiers se qualifient pour les huitièmes de finale, ainsi que le troisième, sous condition qu'il figure parmi les quatre meilleures troisièmes, ce qui est le cas pour ce groupe C .

## Classement
| Rang | Équipe       | Pts | J | G | N | P | Bp | Bc | Diff |
| ---- | ------------ | --- | - | - | - | - | -- | -- | ---- |
| 1    | Corée du Sud | 9   | 3 | 3 | 0 | 0 | 4  | 0  | +4   |
| 2    | Chine        | 6   | 3 | 2 | 0 | 1 | 5  | 3  | +2   |
| 3    | Kirghizistan | 3   | 3 | 1 | 0 | 2 | 4  | 4  | 0    |
| 4    | Philippines  | 0   | 3 | 0 | 0 | 3 | 1  | 7  | -6   |

## Matchs
Tous les horaires listés sont GST (UTC+4).

### Chine - Kirghizistan
| 7 janvier 2019 | Chine                                       | 2 - 1 | Kirghizistan  | Stade Cheikh Khalifa, Al-Aïn                                    |                                                                 |
| 15h00          | *Matyach 50e (csc) - YU Dabao 78e           | (0-1) | *Israïlov 42e | Spectateurs : 1 839 Arbitrage : Mohammed Abdulla Hassan Mohamed | Spectateurs : 1 839 Arbitrage : Mohammed Abdulla Hassan Mohamed |
| 15h00          | http://stats.the-afc.com/match_report/13268 |       |               | Spectateurs : 1 839 Arbitrage : Mohammed Abdulla Hassan Mohamed | Spectateurs : 1 839 Arbitrage : Mohammed Abdulla Hassan Mohamed |

| Chine RP | Kirghizistan |

| GK             | 1  | YAN Junling       |  |     |
| CB             | 5  | ZHANG Linpeng     |  |     |
| CB             | 4  | SHI Ke            |  | 46e |
| CB             | 6  | FENG Xiaoting (c) |  |     |
| RWB            | 17 | ZHANG Chengdong   |  | 89e |
| LWB            | 19 | LIU Yang          |  |     |
| CM             | 15 | WU Xi             |  |     |
| CM             | 13 | CHI Zhongguo      |  |     |
| CM             | 16 | JIN Jingdao       |  | 24e |
| CF             | 18 | GAO Lin           |  |     |
| CF             | 7  | WU Lei            |  |     |
| Remplaçants :  |    |                   |  |     |
| FW             | 22 | YU Dabao          |  | 24e |
| MF             | 11 | HAO Junmin        |  | 46e |
| DF             | 2  | LIU Yiming        |  | 89e |
| Sélectionneur  |    |                   |  |     |
| Marcello Lippi |    |                   |  |     |

| GK                   | 1  | Pavel Matyach          |     |     |
| RB                   | 2  | Valeri Kitchine (c)    |     |     |
| CB                   | 23 | Akhletdin Israïlov     |     | 61e |
| CB                   | 17 | Daniel Tagoe           |     |     |
| LB                   | 3  | Tamirlan Kozubaev      |     |     |
| RM                   | 11 | Bekjan Sagynbaïev      |     |     |
| CM                   | 18 | Kaïrat Jyrgalbek Oulou | 57e |     |
| CM                   | 21 | Farhat Moussabekov     |     |     |
| LM                   | 9  | Edgar Bernhardt        |     | 82e |
| CF                   | 10 | Mirlan Mourzaïev       |     |     |
| CF                   | 19 | Vitaliy Lux            |     | 88e |
| Remplaçants :        |    |                        |     |     |
| MF                   | 22 | Anton Zemlianoukhine   |     | 61e |
| MF                   | 8  | Aziz Sydykov           |     | 82e |
| FW                   | 14 | Ernist Batyrkanov      |     | 88e |
| Sélectionneur :      |    |                        |     |     |
| Aleksandr Krestinine |    |                        |     |     |

| Homme du Match: WU Lei (Chine) Assistant referees: Mohamed Al-Hammadi (United Arab Emirates) Hasan Al-Mahri (United Arab Emirates) Fourth official: Ahmad Al-Roalle (Jordan) Additional assistant referees: Ali Sabah (Iraq) Ammar Al-Jeneibi (United Arab Emirates) |

### Corée du Sud - Philippines
| 7 janvier 2019 | Corée du Sud                                | 1 - 0 | Philippines | Stade Al-Maktoum, Dubaï                         |                                                 |
| 17:30          | *HWANG Ui-jo 67e                            | (0-0) |             | Spectateurs : 3 185 Arbitrage : Nawaf Shukralla | Spectateurs : 3 185 Arbitrage : Nawaf Shukralla |
| 17:30          | http://stats.the-afc.com/match_report/13267 |       |             | Spectateurs : 3 185 Arbitrage : Nawaf Shukralla | Spectateurs : 3 185 Arbitrage : Nawaf Shukralla |

| Corée du Sud | Philippines |

| GK              | 1  | KIM Seung-gyu      |     |     |
| RB              | 2  | LEE Yong           | 25e |     |
| CB              | 4  | KIM Min-jae        |     |     |
| CB              | 19 | KIM Young-gwon (c) |     |     |
| LB              | 3  | KIM Young-gwon     | 77e |     |
| CM              | 5  | JUNG Woo-young     | 52e |     |
| CM              | 16 | KI Sung-yueng      |     | 58e |
| RW              | 10 | LEE Jae-sung       |     | 86e |
| AM              | 13 | KOO Ja-cheol       |     | 64e |
| LW              | 11 | HWANG Hee-chan     |     |     |
| CF              | 18 | HWANG Ui-jo        |     |     |
| Remplaçants :   |    |                    |     |     |
| MF              | 6  | HWANG In-beom      |     | 58e |
| MF              | 17 | LEE Chung-yong     |     | 64e |
| MF              | 8  | JU Se-jong         |     | 86e |
| Sélectionneur : |    |                    |     |     |
| Paulo Bento     |    |                    |     |     |

| GK                  | 15 | Michael Falkesgaard |     |     |
| RB                  | 6  | Luke Woodland       |     |     |
| CB                  | 2  | Álvaro Silva        |     |     |
| CB                  | 12 | Stephan Palla       |     |     |
| LB                  | 11 | Daisuke Sato        |     |     |
| DM                  | 4  | John-Patrick Strauß |     | 89e |
| CM                  | 8  | Manuel Ott          |     | 78e |
| CM                  | 14 | Kevin Ingreso       |     | 75e |
| AM                  | 17 | Stephan Schröck (c) | 88e |     |
| CF                  | 18 | Patrick Reichelt    | 60e |     |
| CF                  | 20 | Javier Patiño       |     |     |
| Remplaçants :       |    |                     |     |     |
| FW                  | 7  | Iain Ramsay         |     | 75e |
| DF                  | 13 | Adam Reed           |     | 78e |
| FW                  | 10 | Phil Younghusband   |     | 89e |
| Sélectionneur :     |    |                     |     |     |
| Sven-Göran Eriksson |    |                     |     |     |

| Homme du Match: HWANG Ui-jo (South Korea) Assistant referees: Yaser Tulefat (Bahrain) Mohamed Salman (Bahrain) Fourth official: Mohammed Al-Abakry (Saudi Arabia) Additional assistant referees: Turki Al-Khudhayr (Saudi Arabia) Mohanad Qassim (Iraq) |

### Philippines - Chine
| 11 janvier 2019 | Philippines                                 | 0 - 3 | Chine                         | Stade Mohammed-Bin-Zayed, Abou Dabi |                             |
| 17h30           |                                             |       | WU Lei 40e 66e · YU Dabao 80e | Arbitrage : Hiroyuki Kimura         | Arbitrage : Hiroyuki Kimura |
| 17h30           | http://stats.the-afc.com/match_report/13270 |       |                               | Arbitrage : Hiroyuki Kimura         | Arbitrage : Hiroyuki Kimura |

| Philippines | Chine RP |

| GK                  | 15 | Michael Falkesgaard |     |     |
| RB                  | 2  | Álvaro Silva        | 34e |     |
| CB                  | 6  | Luke Woodland       |     |     |
| CB                  | 3  | Carli de Murga      |     | 66e |
| LB                  | 11 | Daisuke Sato        | 55e |     |
| RM                  | 14 | Kevin Ingreso       |     |     |
| CM                  | 4  | John-Patrick Strauß |     | 85e |
| CM                  | 17 | Stephan Schröck (c) |     |     |
| LM                  | 12 | Stephan Palla       |     |     |
| CF                  | 18 | Patrick Reichelt    |     | 88e |
| CF                  | 20 | Javier Patiño       |     |     |
| Remplaçants :       |    |                     |     |     |
| FW                  | 10 | Phil Younghusband   |     | 66e |
| MF                  | 8  | Manuel Ott          |     | 85e |
| DF                  | 19 | Curt Dizon          |     | 88e |
| Sélectionneur :     |    |                     |     |     |
| Sven-Göran Eriksson |    |                     |     |     |

| GK              | 1  | YAN Junling   |     |     |
| CB              | 5  | ZHANG Linpeng |     |     |
| CB              | 6  | FENG Xiaoting | 73e |     |
| CB              | 4  | SHI Ke        |     |     |
| RM              | 15 | WU Xi         |     |     |
| CM              | 8  | ZHAO Xuri     |     | 72e |
| CM              | 10 | ZHENG Zhi (c) |     | 83e |
| CM              | 11 | HAO Junmin    |     |     |
| LM              | 19 | LIU Yang      |     |     |
| CF              | 18 | GAO Lin       |     | 80e |
| CF              | 7  | WU Lei        |     |     |
| Remplaçants :   |    |               |     |     |
| MF              | 20 | YU Hanchao    |     | 72e |
| FW              | 22 | YU Dabao      |     | 80e |
| MF              | 13 | CHI Zhongguo  |     | 83e |
| Sélectionneur : |    |               |     |     |
| Marcello Lippi  |    |               |     |     |

| Assistant referees: Mohd Yusri Muhamad (Malaysia) Jun Mihara (Japan) Fourth official: Mohamed Al-Hammadi (United Arab Emirates) Additional assistant referees: Ryuji Sato (Japan) Jumpei Iida (Japan) |

### Kirghizistan - Corée du Sud
| 11 janvier 2019 | Kirghizistan                                | 0 - 1 | Corée du Sud    | Stade Hazza Bin Zayed, Al-Aïn |                             |
| 20h00           |                                             | (0-1) | KIM Min-jae 41e | Arbitrage : Khamis Al-Marri   | Arbitrage : Khamis Al-Marri |
| 20h00           | http://stats.the-afc.com/match_report/13269 |       |                 | Arbitrage : Khamis Al-Marri   | Arbitrage : Khamis Al-Marri |

| Kirghizistan | Corée du Sud |

| GK                   | 13 | Koutman Kadyrbekov     |     |     |
| RB                   | 18 | Kaïrat Jyrgalbek Oulou |     |     |
| CB                   | 17 | Daniel Tagoe           |     |     |
| CB                   | 3  | Tamirlan Kozoubaïev    |     |     |
| LB                   | 2  | Valeri Kitchine (c)    |     |     |
| RM                   | 23 | Akhletdin Israïlov     |     | 81e |
| CM                   | 9  | Edgar Bernhardt        |     | 77e |
| CM                   | 8  | Aziz Sydykov           |     | 69e |
| CM                   | 21 | Farhat Moussabekov     |     |     |
| LM                   | 11 | Bekjan Sagynbaïev      |     |     |
| CF                   | 10 | Mirlan Murzaïev        |     |     |
| Remplaçants :        |    |                        |     |     |
| FW                   | 19 | Vitaliy Lux            |     | 69e |
| MF                   | 20 | Bakhtiyar Douychobekov |     | 77e |
| MF                   | 7  | Toursounali Roustamov  | 83e | 81e |
| Sélectionneur :      |    |                        |     |     |
| Aleksandr Krestinine |    |                        |     |     |

| GK              | 1  | KIM Seung-gyu      |     |     |
| RB              | 2  | LEE Yong           | 79e |     |
| CB              | 4  | KIM Min-jae        |     |     |
| CB              | 14 | HONG Chul          |     |     |
| LB              | 19 | KIM Young-gwon (c) |     |     |
| RM              | 11 | HWANG Hee-chan     |     |     |
| CM              | 6  | HWANG In-beom      |     |     |
| CM              | 5  | JUNG Woo-young     |     |     |
| CM              | 13 | KOO Ja-cheol       |     | 63e |
| LM              | 17 | LEE Chung-yong     |     |     |
| CF              | 18 | HWANG Ui-jo        |     | 82e |
| Remplaçants :   |    |                    |     |     |
| MF              | 8  | JU Se-jong         |     | 63e |
| FW              | 9  | JI Dong-won        |     | 82e |
| Sélectionneur : |    |                    |     |     |
| Paulo Bento     |    |                    |     |     |

| Assistant referees: Taleb Al-Marri (Qatar) Saud Al-Maqaleh (Qatar) Fourth official: Abu Bakar Al-Amri (Oman) Additional assistant referees: Abdulrahman Al-Jassim (Qatar) Khamis Al-Kuwari (Qatar) |

### Corée du Sud - Chine
| 14 janvier 2019 | Corée du Sud                                | 2 - 0 | Chine | Stade Al-Nahyan, Abou Dabi        |                                   |
| 17h30           | Hwang Ui-jo 14e (pen.) · Kim Min-jae 51e    |       |       | Arbitrage : Abdulrahman Al-Jassim | Arbitrage : Abdulrahman Al-Jassim |
| 17h30           | http://stats.the-afc.com/match_report/13271 |       |       | Arbitrage : Abdulrahman Al-Jassim | Arbitrage : Abdulrahman Al-Jassim |

| Corée du Sud | Chine |

| GK            | 1  | Kim Seung-gyu     |  |     |
| RB            | 22 | Kim Moon-hwan     |  |     |
| CB            | 4  | Kim Min-jae       |  |     |
| CB            | 19 | Kim Young-gwon    |  |     |
| LB            | 3  | Kim Jin-su        |  |     |
| CM            | 6  | Hwang In-beom     |  |     |
| CM            | 5  | Jung Woo-young    |  |     |
| RW            | 11 | Hwang Hee-chan    |  |     |
| AM            | 17 | Lee Chung-yong    |  | 81e |
| LW            | 7  | Son Heung-min (c) |  | 89e |
| CF            | 18 | Hwang Ui-jo       |  | 70e |
| Remplaçants : |    |                   |  |     |
| FW            | 9  | Ji Dong-won       |  | 70e |
| MF            | 8  | Ju Se-jong        |  | 81e |
| MF            | 13 | Koo Ja-cheol      |  | 89e |
| Manager :     |    |                   |  |     |
| Paulo Bento   |    |                   |  |     |

| GK              | 1  | Yan Junling     |     |     |
| RB              | 2  | Liu Yiming      |     |     |
| CB              | 5  | Zhang Linpeng   | 79e |     |
| CB              | 4  | Shi Ke          |     |     |
| LB              | 19 | Liu Yang        |     | 74e |
| CM              | 10 | Zheng Zhi (c)   |     | 57e |
| CM              | 17 | Zhang Chengdong | 21e |     |
| CM              | 8  | Zhao Xuri       | 20e |     |
| RW              | 15 | Wu Xi           |     | 61e |
| CF              | 22 | Yu Dabao        |     |     |
| LW              | 16 | Jin Jingdao     |     |     |
| Remplaçants :   |    |                 |     |     |
| MF              | 13 | Chi Zhongguo    |     | 57e |
| FW              | 18 | Gao Lin         | 90e | 61e |
| MF              | 20 | Yu Hanchao      |     | 74e |
| Sélectionneur : |    |                 |     |     |
| Marcello Lippi  |    |                 |     |     |

| Assistant referees: Mohd Yusri Muhamad (Malaysia) Mohamad Zainal Abidin (Malaysia) Fourth official: Saud Al-Maqaleh (Qatar) Additional assistant referees: Khamis Al-Marri (Qatar) Khamis Al-Kuwari (Qatar) |

### Kirghizistan - Philippines
| 14 janvier 2019 | Kirghizistan                                | 3 - 1 | Philippines | Stade Maktoum ben Rachid Al Maktoum, Dubaï |                               |
| 17h30           | Lux 24e 51e 77e                             |       | Schröck 80e | Arbitrage : Turki Al-Khudhayr              | Arbitrage : Turki Al-Khudhayr |
| 17h30           | http://stats.the-afc.com/match_report/13272 |       |             | Arbitrage : Turki Al-Khudhayr              | Arbitrage : Turki Al-Khudhayr |

| Kyrgyzstan | Philippines |

| GK                   | 13 | Kutman Kadyrbekov      |     |     |
| CB                   | 4  | Mustafa Iusupov        |     |     |
| CB                   | 3  | Tamirlan Kozubaev      | 12e |     |
| CB                   | 2  | Valery Kichin (c)      |     |     |
| RM                   | 18 | Kairat Zhyrgalbek Uulu |     |     |
| CM                   | 23 | Akhlidin Israilov      |     | 73e |
| CM                   | 9  | Edgar Bernhardt        | 66e |     |
| CM                   | 21 | Farhat Musabekov       | 36e | 80e |
| LM                   | 11 | Bekzhan Sagynbaev      |     |     |
| SS                   | 10 | Mirlan Murzaev         |     | 85e |
| CF                   | 19 | Vitalij Lux            |     |     |
| Remplaçants :        |    |                        |     |     |
| MF                   | 8  | Aziz Sydykov           |     | 73e |
| MF                   | 22 | Anton Zemlianukhin     |     | 80e |
| MF                   | 7  | Tursunali Rustamov     |     | 85e |
| Sélectionneur :      |    |                        |     |     |
| Aleksandr Krestinine |    |                        |     |     |

| GK                  | 15 | Michael Falkesgaard |       |     |
| CB                  | 6  | Luke Woodland       | 66e   |     |
| CB                  | 13 | Adam Reed           |       | 60e |
| CB                  | 2  | Álvaro Silva        | 45e   |     |
| RWB                 | 12 | Stephan Palla       | 2e    | 75e |
| LWB                 | 11 | Daisuke Sato        |       |     |
| RM                  | 18 | Patrick Reichelt    |       |     |
| CM                  | 8  | Manuel Ott          |       | 59e |
| CM                  | 17 | Stephan Schröck (c) |       |     |
| LM                  | 14 | Kevin Ingreso       | 90+1e |     |
| CF                  | 20 | Javier Patiño       |       |     |
| Remplaçants :       |    |                     |       |     |
| FW                  | 10 | Phil Younghusband   |       | 59e |
| FW                  | 23 | James Younghusband  |       | 60e |
| DF                  | 19 | Curt Dizon          |       | 75e |
| Sélectionneur :     |    |                     |       |     |
| Sven-Göran Eriksson |    |                     |       |     |

| Assistant referees: Mohammed Al-Abakry (Saudi Arabia) Ronnie Koh Min Kiat (Singapore) Fourth official: Palitha Hemathunga (Sri Lanka) Additional assistant referees: Muhammad Taqi (Singapore) Hettikamkanamge Perera (Sri Lanka) |

## Discipline
Le critère disciplinaire est susceptible d'être utilisé afin de départager des équipes qui se retrouveraient à égalité parfaite à l'issue de la dernière journée. Les points disciplinaires sont calculés sur la base des cartons jaunes et rouges reçus sur l'ensemble des matches de groupe, comme suit, :
- carton jaune = 1 point
- carton rouge à la suite des deux cartons jaunes = 3 points
- carton rouge direct = 3 points
- carton jaune suivi d'un carton rouge direct = 4 points

| Team         | J 1    | J 1                                        | J 1          | J 1                         | J 2    | J 2                                        | J 2          | J 2                         | J 3    | J 3                                        | J 3          | J 3                         | Points |
| Team         | Averti | Carton jaune · Carton jaune · Carton rouge | Carton rouge | Carton jaune · Carton rouge | Averti | Carton jaune · Carton jaune · Carton rouge | Carton rouge | Carton jaune · Carton rouge | Averti | Carton jaune · Carton jaune · Carton rouge | Carton rouge | Carton jaune · Carton rouge | Points |
| ------------ | ------ | ------------------------------------------ | ------------ | --------------------------- | ------ | ------------------------------------------ | ------------ | --------------------------- | ------ | ------------------------------------------ | ------------ | --------------------------- | ------ |
| Chine        |        |                                            |              |                             | 1      |                                            |              |                             |        |                                            |              |                             | -1     |
| Kirghizistan | 1      |                                            |              |                             | 1      |                                            |              |                             |        |                                            |              |                             | −2     |
| Philippines  | 2      |                                            |              |                             | 2      |                                            |              |                             |        |                                            |              |                             | −4     |
| Corée du Sud | 3      |                                            |              |                             | 1      |                                            |              |                             |        |                                            |              |                             | −4     |